# 625
625 (DCXXV na numeração romana) foi um ano comum do século VII, do Calendário Juliano, da Era de Cristo, teve início a uma terça-feira e terminou também a uma terça-feira e a sua letra dominical foi F.
| ano completo                       |
| ---------------------------------- |
| Ano comum com início à terça-feira |

## Eventos
- 19 de março (3 Shawwal 3 A.H. [Nota 1]) - Batalha de Uude, a segunda batalha pela conquista de Meca pelas forças muçulmanas comandadas por Maomé.[1] Vitória dos politeístas.
- 27 de Outubro - É eleito o Papa Honório I.

## Mortes
- 25 de Outubro - Papa Bonifácio V
- Vários historiadores propõe este ano para a morte de São Galo, apóstolo dos alamanos e suevos (outras datas são 635 e 646).[2]